# Apocryptodon
Az Apocryptodon a csontos halak (Osteichthyes) főosztályának a sugarasúszójú halak (Actinopterygii) osztályába, ezen belül a sügéralakúak (Perciformes) rendjébe, a gébfélék (Gobiidae) családjába és az iszapugró gébek (Oxudercinae) alcsaládjába tartozó nem.

## Előfordulásuk
Az Apocryptodon-fajok Ázsia keleti felén élnek, az Indiai- és a Csendes-óceánok partjain.

## Megjelenésük
E halak hossza 6,7-9 centiméter között van. Testüket barna foltok és sávok tarkítják. A tarkójuk tájéka pikkelyezett.

## Életmódjuk
Az árapálytérségben élnek. Főleg a trópusokon levő brakkvizeket kedvelik. Saját üreget nem vájnak maguknak, inkább elfoglalják a folyótorkolatokban élő Alpheus nembéli rákok üregeit. Kovamoszatokkal táplálkoznak.

## Rendszerezés
A nembe az alábbi 2 faj tartozik:
- Apocryptodon madurensis (Bleeker, 1849) - típusfaj
- Apocryptodon punctatus Tomiyama, 1934